# Sebastian Biederlack
Sebastian Friedrich Felix Biederlack (* 16. September 1981 in Hamburg) ist ein deutscher Hockeytrainer und ehemaliger -spieler.

## Lebenslauf
Er begann in frühen Jahren beim Rissener Sportverein mit dem Hockey. Biederlack wechselte innerhalb Hamburgs zum Club an der Alster, mit dem er sechsmal Deutscher Meister wurde, zuletzt 2007 und 2008. Dreimal gewann er den Europapokal der Landesmeister. Je einen Meistertitel und einen Europapokal gewann Biederlack in der Halle.
1999 debütierte der Mittelfeldspieler in der deutschen Hockeynationalmannschaft. 2001 war er am Gewinn der Champions Trophy beteiligt. Biederlack gehörte zum siegreichen deutschen Aufgebot bei der Weltmeisterschaft 2002 in Kuala Lumpur. 2003 wurde er Europameister in der Halle und im Freien. Bei den Olympischen Spielen 2004 gewann er die Bronzemedaille. 2006 war Biederlack dabei, als die deutsche Mannschaft bei der Weltmeisterschaft in Mönchengladbach den Titel von 2002 erfolgreich verteidigte. 2007 siegte er bei der Hallenweltmeisterschaft in Wien und gewann zum zweiten Mal bei der Champions Trophy. Bei den Olympischen Spielen 2008 gewann Biederlack mit der deutschen Mannschaft im Finale gegen Spanien mit 1:0 und wurde Olympiasieger. Für seine sportlichen Erfolge erhielt er das Silberne Lorbeerblatt.
Nach dem Olympiasieg 2008, dem letzten großen internationalen Titel, der in seiner Sammlung fehlte, gab er seinen vorläufigen Rücktritt aus der deutschen Nationalmannschaft bekannt, den er im Oktober 2009 endgültig bestätigte. Biederlack hat 230 Länderspiele bestritten, davon 12 in der Halle.
Im September 2009 wechselte Biederlack, der ein Studium der Politikwissenschaft abschloss, vom Club an der Alster nach Spanien. Er wurde dort Profi beim spanischen Club Club de Campo aus Madrid. Seine Freundin (und spätere Ehefrau), die Hockeyspielerin Martina Heinlein, schloss sich den Frauen des Club de Campo an. Ab 2016 spielte Biederlack wieder in seinem Heimatverein, dem THK Rissen, und übernahm in der 2. Bundesliga die Rolle als Abwehrchef. Des Weiteren wurde er in Rissen Jugendtrainer.
Im Sommer 2019 trat er das Amt des Cheftrainers beim Club an der Alster an.